# Plaisir à trois
Pour plus de détails, voir Fiche technique et Distribution.
Plaisir à trois est un film d'horreur érotique français écrit et réalisé par Jesús Franco (crédité comme Clifford Brown), sorti en 1974. Il est librement inspiré de La Philosophie dans le boudoir du marquis de Sade.

## Synopsis
Sortie d'une clinique psychiatrique au bout d’un an d’enfermement, la comtesse Martine de Bressac, toujours fragile psychologiquement, retrouve son manoir et son mari, Charles. Elle y retrouve Mathias, son étrange chauffeur et majordome, ainsi qu'Adèle, sa servante sourde et muette, et Malou, un jardinier de petite taille et bossu. Le couple est à l'apparence parfait et irréprochable. Ils sont beaux, riches, et vivent dans un luxueux manoir sur la côte méditerranéenne. Pourtant, la réalité est toute autre.
Sujette à de fortes pulsions meurtrières liées au sexe, Martine a été internée pour avoir émasculé un de ses amants. Elle et son mari sont libertins et amateurs de jeux sexuels macabres et violents débouchant sur les meurtres de leurs maîtresses. Dans les souterrains de leur demeure, leur chambre des tortures est devenue un musée des suppliciées. Leurs anciennes victimes ont été embaumées pour toujours dans des attitudes de souffrance et d'humiliations extrêmes. Une collection de trophées humains momifiés.
Durant l'internement de Martine, Charles a trouvé leur nouvelle proie. Il s'agit de Cécile, une jeune vierge dans la vingtaine et dont le père est diplomate. Le couple l'invite chez eux pour l'initier à tous les vices à travers leurs jeux érotiques. Leur plan consiste à la charmer, la séduire, la pervertir, la réduire en esclave sexuel, la faire souffrir puis, enfin, la tuer dans avant de l'embaumer.
Mais Cécile, sous ses airs de fille innocente, ne semble pas être aussi prude et sage qu'ils l'ont imaginée...

## Fiche technique
- Titre : Plaisir à trois
- Réalisation et scénario : Jesús Franco (crédité comme Clifford Brown), librement inspiré de La Philosophie dans le boudoir du Marquis de Sade
- Dialogues : Alain Petit
- Montage : Gérard Kikoïne et Patrick Deconninck
- Musique : Daniel Janin et Robert Hermel
- Photographie : Gérard Brisseau et Antonio Millán
- Production : Robert de Nesle
- Sociétés de production et distribution : Comptoir Français de Productions Cinématographiques
- Pays d'origine :  France
- Langue originale : anglais
- Format : couleur
- Genre : horreur, érotique
- Durée : 80 minutes
- Dates de sortie : 
  -  France : 19 juin 1974

## Distribution
- Alice Arno : comtesse Martine de Bressac
- Robert Woods : comte Charles de Bressac
- Tania Busselier : Cécile
- Howard Vernon : Mathias, le chauffeur
- Alfred Baillou : Malou, le jardinier
- Joaquín Blanco : le psychiatre
- Lina Romay : Adèle, la servante (non créditée)